# Der Tänzer meiner Frau
Der Tänzer meiner Frau is een Duitse filmkomedie uit 1925 onder regie van Alexander Korda. Destijds werd de film in Nederland uitgebracht onder de titel Dansende vrouwtjes.

## Verhaal
Lucille Chauvelin gaat alleen dansen, omdat haar man Edmund daar een bloedhekel aan heeft. Op die manier leert ze Max de Sillery kennen, de beste danser in Parijs. Ze dansen tot diep in de nacht en gaan door met hun feestje in de woning van de actrice Ivonne Trieux. Edmund wordt jaloers en hij wil met de hulp van Ivonne wraak nemen op zijn vrouw.

## Rolverdeling
| Acteur          | Personage         |
| --------------- | ----------------- |
| Victor Varconi  | Edmund Chauvelin  |
| María Corda     | Lucille Chauvelin |
| Lea Seidl       | Ivonne Trieux     |
| Livio Pavanelli | Claude Gerson     |
| Willy Fritsch   | Max de Sillery    |
| Hans Junkermann | Dansleraar        |
| Hermann Thimig  | Bediende          |
| Olga Limburg    | Kamermeisje       |